# 布恩 (內布拉斯加州)
布恩（英語：Boone）是位於美國內布拉斯加州布恩縣的非建制地區。

## 歷史
布恩的郵局於1872年設立，其後於1994年停運。

## 地理
布恩所處的海拔為高於海平面516米（即1693英呎），而該地所採用的時區為UTC-6，即北美中部时区（CST）。同時該地設有夏令時間，為UTC-6調快一小時，即UTC-5（CDT）。